# Xenomorph
Xenomorph è un videogioco di ruolo/avventura fantascientifico pubblicato nel 1990 per i computer Amiga, Atari ST, Commodore 64 e MS-DOS dalla Pandora, un'etichetta della Interceptor Software. Il protagonista solitario lotta per sopravvivere in un grande complesso spaziale invaso dagli alieni, da esplorare con visuale in prima persona.
Secondo alcuni recensori l'ambientazione ricordava il film Aliens; Terry Greer, principale autore della grafica e ideatore dell'ambientazione, ammette che Aliens fu una delle numerose influenze, tra le quali anche il saggio di pseudoarcheologia Il mistero di Sirio. Il sistema di gioco venne spesso paragonato a quello del più noto Dungeon Master, ma almeno una rivista lo associò anche a Day of the Viper.
Era prevista una conversione di Xenomorph per Archimedes, mai realizzata.

## Trama
Nel 2134 la nave spaziale da carico Mombassa Oak ha un malfunzionamento durante un viaggio per portare rifornimenti ad Atargatis, una stazione mineraria su un satellite pastore nel sistema di Sirio B. In seguito all'emergenza, l'unico membro dell'equipaggio viene svegliato automaticamente dall'ibernazione a pochi giorni dalla destinazione. L'intera stiva si è staccata e persa e Atargatis non risponde alle comunicazioni. Mentre il computer di bordo sta andando progressivamente in avaria, il pilota con ciò che resta della Mombassa Oak riesce a raggiungere manualmente Atargatis, dove non c'è traccia dei 200 lavoratori residenti.
Il gioco inizia con il pilota nella cabina della Mombassa Oak, agganciata ad Atargatis, in mutande ed equipaggiato solo di una carta di credito. Deve avventurarsi dentro Atargatis alla ricerca di rifornimenti e ricambi per rimettere in funzione la Mombassa Oak e poter così ripartire. Scoprirà che il luogo è infestato da varie creature aliene e in parte contaminato da radiazioni.
L'introduzione è descritta da un racconto scritto da Steve Hatherley, incluso nel manuale del gioco, solamente in inglese (esiste un'edizione in francese, con qualche errore di traduzione).

## Modalità di gioco
La schermata di gioco mostra in una finestra principale la visuale in prima persona del protagonista, con prospettiva tridimensionale statica e occasionale presenza di animazioni. Si controlla un cursore e in parte è possibile interagire cliccando direttamente sulla scena.
A sinistra della visuale si trova una finestra più piccola che normalmente mostra un'immagine statica del personaggio e le sue statistiche vitali sotto forma di barre (salute, resistenza, radioattività assorbita, cibo, acqua; le ultime tre, se in stato grave, influenzano negativamente le prime due). Per accedere all'inventario del materiale trasportato, il giocatore può scambiare temporaneamente le due finestre: la visuale viene spostata nella finestra piccola mentre in quella grande compaiono un'immagine più dettagliata del personaggio e la rappresentazione grafica degli oggetti, utilizzabili con il trascinamento.
Nella parte bassa dello schermo sono costantemente presenti le icone di controllo degli spostamenti (comunque comandabili anche da tastiera): quattro frecce direzionali per passare di scatto da un luogo all'altro e due frecce per ruotare di 90° la visuale sul luogo attuale. Ai due angoli in basso sono visibili le due mani del protagonista, dove il giocatore può posizionare due armi o oggetti da tenere pronti per l'uso.
Il complesso è infestato da esseri mostruosi o robotici e diventa necessario il combattimento. Alcune zone iniziali dello scenario sono completamente deserte e dedicate a equipaggiare il proprio personaggio, ma scendendo nei numerosi piani dell'edificio si iniziano a incontrare nemici. Inizialmente si è disarmati, ma ci si può procurare un'ampia varietà di armi futuristiche, utilizzate puntando il cursore sulla visuale. L'azione di combattimento in sé è relativamente facile, la difficoltà del gioco sta più nella componente avventura ovvero nell'orientarsi ed equipaggiarsi.
Nel corso del gioco si deve interagire con molti apparecchi futuristici, come sistemi di controllo dell'astronave e terminali che leggono dischi, o più semplicemente con distributori a pagamento di cibo e bevande, e oggetti trasportabili come ad esempio un rilevatore di movimento. Una parte degli elementi esistenti sono descritti nel manuale, mentre altri sono lasciati da scoprire al giocatore. Per i problemi di salute si possono trovare distributori di medicinali, ma è necessario scoprire i codici di accesso appropriati, altrimenti il cattivo uso di sostanze può risultare fatale.
L'intero complesso da esplorare è grande e per riuscire nell'impresa è probabilmente necessario disegnarsi o procurarsi una mappa, non disponibile nel gioco. C'è la possibilità di salvataggio della partita.
La conversione per il meno potente Commodore 64 è ovviamente semplificata esteticamente rispetto alle altre (tra loro praticamente identiche) e presenta una struttura più lineare, tuttavia corresse anche alcuni errori e aggiunse caratteristiche che gli sviluppatori non avevano avuto tempo di introdurre negli originali a 16 bit, in particolare la presenza di più personaggi. Solo su Commodore 64, a inizio partita si può selezionare uno tra numerosi personaggi, metà uomini e metà donne, ognuno con quattro statistiche generali diverse (forza, resistenza, abilità e morale).

## Accoglienza
Xenomorph ricevette spesso buone recensioni dalla stampa, con apprezzamenti soprattutto sulla grafica, anche se animata a scatti, e sulla giocabilità. Venne invece spesso considerato più debole l'audio, almeno per le potenzialità di Amiga e Atari ST, data la scarsa presenza di suoni e assenza di musica durante la partita. Un altro difetto evidenziato spesso, almeno su Amiga, Atari ST e Commodore 64, era la necessità frequente durante la partita di caricamenti e di cambiare dischetto tra i due (Amiga) o tre (ST, C64) che contengono il programma.